# Tatiana Ortiz
Tatiana Ortiz Galicia (Ciudad de México, 12 de enero de 1984) es una deportista mexicana que compitió en saltos de plataforma.
Participó en los Juegos Olímpicos de Pekín 2008, obteniendo una medalla de bronce en la prueba sincronizada. Ganó tres medallas en los Juegos Panamericanos, en los años 2007 y 2011.

## Palmarés internacional
| Juegos Olímpicos     | Juegos Olímpicos        | Juegos Olímpicos  | Juegos Olímpicos       |
| Año                  | Lugar                   | Medalla           | Prueba                 |
| -------------------- | ----------------------- | ----------------- | ---------------------- |
| 2008                 | Pekín (China)           | Medalla de bronce | Plataforma 10 m sincro |
| Juegos Panamericanos |                         |                   |                        |
| Año                  | Lugar                   | Medalla           | Prueba                 |
| 2007                 | Río de Janeiro (Brasil) | Medalla de plata  | Plataforma 10 m sincro |
| 2011                 | Guadalajara (México)    | Medalla de oro    | Plataforma 10 m sincro |
| 2011                 | Guadalajara (México)    | Medalla de plata  | Plataforma 10 m        |